# Michael K. Hohl
Michael K. Hohl (* 24. August 1946) ist ein Schweizer Gynäkologe und Hochschullehrer.

## Werdegang
Von 1965 bis 1972 studierte Hohl Medizin an der Universität Basel. 1982 habilitierte er und wurde 1989 als Privatdozent für Gynäkologie an die Universität Basel berufen. Er ist seit 1984 Leiter der Abteilung für Gynäkologie und Geburtshilfe am Kantonsspital Baden (Schweiz). Ausserdem ist er Präsident der Schweizer Gesellschaft für gynäkologische Endoskopie. Er ist überdies Chefredaktor der Fachzeitschrift Frauenheilkunde aktuell: Daten, Fakten, Analysen. Als Redner hat er über 300 Fachvorträge gehalten.

## Fachgebiete
- Minimalinvasive gynäkologische Chirurgie (Laparoskopie, Hysteroskopie)
- Laserchirurgie
- Gynäkologische Mikrochirurgie
- Rekonstruktionschirurgie des Beckenbodens
- Radikale Beckenchirurgie (Onkologie)
- Allgemeine gynäkologische Chirurgie

## Mitgliedschaften
- Swiss Society of OB/GYN
- Society of Pelvic Surgeons (USA)
- European Society for Gynecological Endoscopy
- American Association of Gynecological Laparoscopists
- European Society of Human Reproduction
- American Society for Reproductive Medicine

## Auszeichnungen
- 1982: Theodor Nägeli Award for Research on Thromboembolic complications

## Publikationen (Auswahl)
- mit Stefan Kurtz, Enno Ohlebusch: Efficient multiple genome alignment (2001).
- mit Mark Ragan: Is multiple-sequence alignment required for accurate inference of phylogeny? (2007).
- mit Mafalda Trippel, T. Thüring, Nik Hauser u. a.: The first analysis and clinical evaluation of native breast tissue using differential phase-contrast mammography (2011).